# Laccocera vittipennis
Laccocera vittipennis är en insektsart som beskrevs av Van Duzee 1897. Laccocera vittipennis ingår i släktet Laccocera och familjen sporrstritar. Inga underarter finns listade i Catalogue of Life.